# Primera Guerra del Marroc
|  | «Guerra d'Àfrica» redirigeix aquí. Vegeu-ne altres significats a «guerra del Rif». |

La Primera Guerra del Marroc, o Guerra d'Àfrica, fou el conflicte bèl·lic entre Espanya i el sultanat del Marroc entre 1859 i 1860.

## Rerefons
Els assassinats, pirateries i altres incidents amb els pobles marroquins fronterers de les Illes Alhucemas, Ceuta i Melilla havien esdevingut freqüents després de 1848. El 1859, el comandant de Ceuta, d'acord amb el govern, va començar a construir una sèrie de fortins a la rodalia de Ceuta, el primer al començament del mes d'agost a Santa Clara. El dia 10 les obres foren destruïdes per la kabila d'Anghera, però els espanyols van seguir amb la seva tasca i van entrar en territori marroquí per tallar arbres, i van plantar les fites de delimitació de manera arbitrària.
El 23 d'agost foren destruïdes dues posicions espanyoles. El 5 de setembre de 1859 el govern O'Donnell va enviar una dura nota de protesta al sultà. El comandant de Ceuta, brigadier Gómez Pulido, va sortir amb una columna el 8 de setembre i va fer fugir un grup de rifenys, cosa que va tornar a fer el dia 13 de setembre. Després d'això, el sultà va acceptar les imposicions espanyoles de reposició de les fites eliminades, incloent-hi les que es van mencionar en una nota aclaridora el 3 d'octubre, però el govern espanyol volia la guerra i el 15 d'octubre va comminar el Marroc a iniciar les obres tal com s'exigia a la nota del dia 5 del mes anterior. El sultà va protestar educadament, però O'Donnell va respondre amb una nota violenta reiterant les exigències i l'extensió de la frontera de Ceuta fins a la serralada de Bullones.
Gran Bretanya, tement que una guerra portés a l'ocupació espanyola de Tànger, va enviar una nota per exigir la seguretat de Gibraltar. Espanya va haver de declarar que no tenia intenció d'ocupar cap posició a l'estret que posés en perill la seguretat de la base britànica. Per debilitar a Espanya el govern britànic va exigir el pagament d'un antic deute de quaranta-nou milions de rals, que el govern va pagar sense regatejar, però tot això va accentuar el patrioterisme i les ambicions imperialistes espanyoles, i el 22 d'octubre les corts van declarar la guerra al Marroc.
El 3 de novembre Leopoldo O'Donnell fou nomenat comandant de les forces a l'Àfrica. Aquestes estaven formades per tres cossos d'exèrcit dirigits pels generals Rafael Echagüe y Bermingham, Juan Zavala de la Puente i Antonio Ros de Olano, i una divisió de reserva dirigida per Joan Prim i Prats i una divisió de cavalleria manada per Antonio Alcalá Galiano, fins a un total 40.000 homes; la marina va quedar sota comandament de Segundo Díaz Herrero amb 4 vaixells de vela i 10 vapors i amb 223 canons i tres mil mariners.
El soldà marroquí van posar al capdavant de les seves forces al seu germà Muley Abbas, amb els bakharis, magazenis i nizams com a forces regulars i els gums que eren les forces voluntàries, en total cinquanta mil homes, amb uns 500 canons (150 de moderns).

## La guerra
Descartada Tànger com a lloc de desembarcament per l'oposició britànica, i el riu Martín per un fortí que hi havia a la seva boca suposadament molt ben proveït, Leopoldo O'Donnell va optar per Ceuta i va declarar Tetuan com a objectiu. L'esquadra va bloquejar els ports de Tànger, Larraix i Tetuan, i José Ortiz Echagüe amb la primera divisió va desembarcar a Ceuta el 18 de novembre i el 19 va ocupar les primeres posicions al Serrallo, la residència de paixà. El 20, 21 i 22 foren atacades les posicions espanyoles, i el 24 els marroquins van rebre reforços i van atacar, però van ser rebutjats després d'una lluita que va arribar a ser de cos a cos, a costa d'unes 100 baixes al bàndol espanyol. L'atac es va reproduir el dia 25 (4.000 marroquins); ferit el general Echagüe, va assolir el comandament el general Gasset, que va aconseguir rebutjar a l'enemic quan ja havia sobrepassat el flanc esquerre; les baixes espanyoles foren de 400 homes.
L'operació estava molt mal planejada, ja que Ceuta no s'havia proveït bé i les tropes van estar uns quants dies a mitja ració. O'Donnell, que era a Cadis, va sortir cap a Ceuta on va arribar el dia 27 de novembre, amb Juan Zavala de la Puente i les seves forces. El dia 30 els marroquins van rebre reforços i van tornar a atacar una posició a 1 km del campament espanyol. O'Donnell va ordenar al general Gasset que anés a socórrer la posició mentre Zavala ocupava les altures que dominaven el Serrallo i Prim es feia càrrec del campament; finalment els atacants foren rebutjats després de durs combats.

### Batalla de la serralada de Bullones
Al desembre els espanyols van reforçar les seves posicions i els marroquins van voler impedir-ho i vuit mil soldats dirigits pel mateix Muley Abbas van atacar el dia 9 de desembre la brigada Angulo, que ocupava les posicions avançades. Zavala el va anar a auxiliar, i amb càrregues de baioneta va aconseguir rebutjar als atacants, en el que s'anomenà batalla de la serralada de Bullones. Zavala va obtenir la gran creu de Sant Ferran (única que es va concedir en tota la guerra). Les baixes espanyoles foren nombroses. Els marroquins van tornar a atacar els dies 15, 20, 22, 25 i 29 de desembre, i altre cop foren rebutjats sovint lluitant a la baioneta, i després de causar moltes baixes a l'exèrcit espanyol. Una altra causa important de mortaldat durant tota la campanya va ser el còlera, que afectava els soldats espanyols i que va provocar diversos milers de morts.

### Bombardeig de riu Martín
El 29 de desembre una esquadra de vuit vaixells va bombardejar el fortí de la boca del riu Martín, que va resultar menys ben dotat que el que se suposava, i va posar en relleu l'error estratègic de no haver-ho comprovat a temps i haver fet allí el desembarcament. El fortí fou immediatament neutralitzat.

### Batalla de Castillejos
L'1 de gener de 1860 l'exèrcit espanyol va iniciar la marxa cap a Tetuan, amb Prim a l'avantguarda, seguit per Zavala, i finalment O'Donnell i l'estat major. Echagüe i Ros de Olano van romandre a Ceuta a l'expectativa. Prim havia d'anar a la vall dels Castillejos i ocupar una posició coneguda com la Casa del Morabito per esperar al segon cos d'exèrcit que arribaria l'endemà, i junts passar la vall. Prim va aconseguir el seu objectiu, però no es va saber contenir i, fustigat per l'enemic des d'una posició estratègica a la vall, va avançar amb una temerària càrrega a la baioneta i va ocupar la posició enemiga en un dels contraforts de la serralada de Bullones, i després va perseguir l'enemic amb la cavalleria; els marroquins es van refer i van rodejar la cavalleria, que es va salvar per poc; embravits els marroquins van passar a l'atac a les tres de la tarda i van recuperar la posició que havien perdut, fins que Prim va agafar la direcció i, amb una bandera a la mà i parlant als soldats electritzats per l'exemple del seu cap, va iniciar la contraofensiva, amb la bona sort que llavors va arribar Zavala amb quatre batallons més i va arrodonir la victòria. Aquesta fou la batalla de Castillejos, que va costar 700 morts als espanyols.

### Batalla de Tetuan

La Batalla de Tetuan, obra de grans dimensions (300 x 972 cm) de Marià Fortuny, del 1862-64 (MNAC).

Muley Abbas es va adonar que els espanyols no s'aturarien fins a Tetuan i va decidir obstaculitzar tant com fos possible el seu camí. Va atacar a les altures de la Comtessa, però no va saber aprofitar les dificultats del pas de Monte Negrón pels espanyols, quan el soldats van haver de passar per un estret pas d'arena entre la mar i unes llacunes; va tornar a atacar a la vora del riu Smir, però sense força ni convicció. En canvi, un temporal va impedir els subministraments als espanyols durant uns quants dies, i la situació va arribar a ser critica, però una vegada escampat el temporal els vaixells van poder portar aliments frescos i es va reprendre la marxa. Es va creuar el cap Negre i el riu Smir amb certes dificultats, per finalment conquerir posicions les altures des de les quals es dominava la vall de Tetuan.
El 16 de gener una divisió dirigida pel general Ríos fou desembarcada a la zona, i l'exèrcit reunit va arribar al riu Uadi al-Jelú el dia 19 de gener. En aquest punt van enfrontar l'enemic els dies 23 i 25 de gener. O'Donnell va establir un campament i els marroquins van iniciar un atac general el dia 30 de gener. A la nit van destruir la posició o parapet de La Estrella', però l'endemà van poder ser rebutjats, si bé les baixes espanyoles foren de 600 homes.
El 2 de febrer O'Donnell va iniciar el reconeixement del terreny, però l'artilleria enemiga va bombardejar i ho va impedir. El dia 3 de febrer es van construir alguns ponts sobre el riu Alcàntara, afluent del Jelú, i l'exèrcit espanyol, reforçat amb el primer batalló Amèrica i el batalló de Voluntaris Catalans que havien arribat el mateix dia 3, va iniciar l'atac a Tetuan el dia 4 de febrer en les operacions que foren anomenades la batalla de Tetuan. La pluja va entorpir les operacions però finalment Prim va avançar per la dreta i Ros d'Olano per l'esquerra, amb l'artilleria al centre, en direcció a Tetuan. Es va ordenar l'atac general, i Joan Prim, al capdavant com en ell era habitual, i els voluntaris catalans, van entrar a la ciutat, desbordant les trinxeres enemigues després de passar sota el foc enemic per un complicat terreny pantanós; els generals Turón i García van atacar la punta extrema dreta de la trinxera i finalment la victòria fou completa, encara que les baixes foren elevades; va contribuir a l'èxit el fet que unes canoneres pugessin pel riu i bombardegessin les posicions marroquines. El dia 6 de febrer les forces espanyoles entraven en bon orde a Tetuan sense trobar resistència. Muley Abbas va demanar converses de pau.
Espanya va exigir la cessió del territori entre Ceuta i Tetuan i Santa Cruz de la Mar Pequeña (on s'havien d'establir unes pesqueries), una indemnització de dos-cents milions de reials, la creació d'una missió espanyola a Fes, un encarregat de negocis a la cort del sultà i un tractat de comerç. El sultà no acceptava la cessió de Tetuan i les negociacions es van trencar el dia 23 de febrer. L'esquadra espanyola va rebre l'orde de bombardejar Larraix i Arzila, i l'exèrcit, reforçat per un contingent basc, va sostenir un petit combat el dia 10 de març, que es va repetir el dia 11 de març, on hi va haver fortes baixes.

### Batalla de Wad-Ras
L'exèrcit espanyol va avançar llavors cap a Tànger i va arribar a Wad-Ras (Uadi Ras) on es va lliurar el 23 de març la batalla de Wad-Ras, que fou el combat més sagnant de tota la guerra (1200 morts espanyols), contra un exèrcit marroquí de quaranta mil homes que ocupaven les confluència dels rius Jelú i Buceja. La batalla es va iniciar a les 9 del matí i part del combat fou un cos a cos, amb actes d'heroisme per les dues parts. Les forces de reserva espanyoles van intervenir i van decidir la batalla.

### Tractat de Wad-Ras

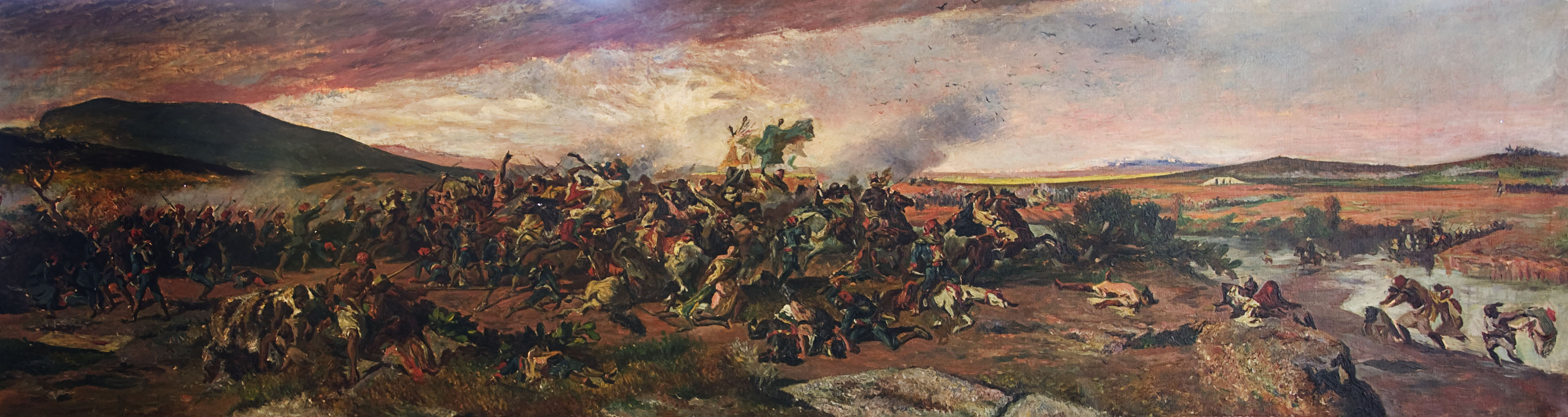
Batalla de Wad-Ras feta per l'artista Cristòfor Alandi, 1885 seguint el model del quadres de Fortuny.

Després de la derrota a la batalla de Wad-Ras, els marroquins van quedar desmoralitzats i el dia 24 d'abril es van reprendre les negociacions de pau. O'Donnell va concedir dos dies per acceptar els seus termes, i el dia 25 d'abril Muley Abbas es va presentar al campament espanyol, i va acceptar amb l'única condició que Tetuan només estaria en poder d'Espanya temporalment, fins al pagament de la indemnització de guerra. El dia 26 d'abril de 1860 es va signar a Tetuan l'anomenat tractat de Wad-Ras o de Tetuan, que posava fi a la guerra, sense satisfer a ningú, ja que els espanyols pensaven que era poc per a la victòria obtinguda, i els marroquins que havien de pagar una indemnització desproporcionada a la seva capacitat econòmica. El tractat de comerç que es va signar no va beneficiar Espanya, sinó a societats d'altres països, principalment la Gran Bretanya i França. La cessió de Santa Cruz de la Mar Pequeña, fixada al tractat, no va anar seguida d'una ocupació (que no es va produir fins a 1934) i només va ser font de futurs problemes.